# Liste der Träger des Verdienstordens des Landes Rheinland-Pfalz/2012
Am 10. Dezember 2012 wurden 13 Frauen und Männer im Festsaal der Staatskanzlei von Ministerpräsident Kurt Beck mit dem Verdienstorden des Landes Rheinland-Pfalz ausgezeichnet.
Mit Bekanntmachung der Staatskanzlei Rheinland-Pfalz vom 25. Mai 2012 wurde zwei polnischen Staatsbürgern der Verdienstorden verliehen. Mit Bekanntmachung der Staatskanzlei Rheinland-Pfalz vom 3. Juli 2012 wurde einem französischen Staatsbürger der Verdienstorden verliehen.
| Ordensträger        | Lebensdaten | Wohnort           | Wirken |
| ------------------- | ----------- | ----------------- | --- |
| Gisela Bill         | * 1949      | Weiler bei Bingen | Politikerin (GRÜNE), Frauenaktivistin und Sozialaktivistin, Vorsitzende des Landesfrauenbeirats Rheinland-Pfalz |
| Stephan Bock        |             | Dommershausen     | |
| Detlef Bojak        | * 1935      | Jettenbach        | Politiker (SPD)                                                                                                 |
| Mathias Breitschaft | * 1950      | Mainz             | Kirchenmusiker und Hochschullehrer                                                                              |
| Claude Chevalier    |             | Metz              | |
| Dietmar Eifler      | * 1949      | Frankweiler       | Werkstoffwissenschaftler                                                                                        |
| Wolfgang Guth       | 1948–2024   | Alzey             | Ärztlicher Direktor der Rheinhessen-Fachklinik von 1984 bis 2012, Psychiatriereform in Rheinland-Pfalz          |
| Till Meyer          |             | Dijon             | |
| François Patriat    |             | Créancey          | Präsident des Regionalrates von Burgund                                                                         |
| Ralph Rieker        |             | Meersburg         | |
| Günter Schmitt      |             | Bonn              | |
| Winfried Schmitt    |             | Mainz             | |
| Peter Schwenkmezger | 1946–2018   | Trier             | Psychologe, von 2000 bis 2011 Präsident der Universität Trier                                                   |
| Józef Sebesta       | * 1945      | Kędzierzyn-Koźle  | Marschall der polnischen Woiwodschaft Opole/Oppeln (Oberschlesien)                                              |
| Karin Stock         |             | Mainz             | |
| Bogusław Wierdak    | * 1955      | Nysa              | Vorsitzender des Sejmiks der polnischen Woiwodschaft Opole/Oppeln (Oberschlesien)                               |